# Phenacolepas sagittifer
Phenacolepas sagittifer is een slakkensoort uit de familie van de Phenacolepadidae. De wetenschappelijke naam van de soort is voor het eerst geldig gepubliceerd in 1852 door Gould.